# Restavek
Un Restavek (o Restavec) es un niño o niña haitiano que es enviado por sus padres a trabajar a un hogar de acogida como sirviente doméstico porque los padres carecen de los recursos necesarios para mantener al niño. El término proviene del francés rester avec, "quedarse con". Los padres que no pueden mantener adecuadamente a sus hijos los envían a vivir con familias más ricas (o menos pobres), a menudo sus propios parientes o amigos. A menudo, los niños son de zonas rurales y los familiares que acogen Restaveks viven en entornos más urbanos. La expectativa es que los niños reciban comida y vivienda (y, a veces, educación) a cambio de hacer las tareas del hogar. Sin embargo, muchos Restaveks viven en la pobreza, la mayoría no recibe una educación adecuada y corren un grave riesgo de sufrir abusos físicos, emocionales y sexuales.
La costumbre de los Restavek es tolerada en la cultura haitiana, pero no se contempla como algo positivo. Esta práctica encaja dentro de las definiciones internacionales formales de esclavitud moderna y tráfico de menores, y se cree que esta costumbre esta afectando un estimado de 300,000 niños haitianos. El número de Trabajadores Domésticos Infantiles en Haití, que no viven con sus padres biologicos, que no siguen su avance formal en educación; y que trabajan más que otros niños, es más de 400,000. El 25% de los niños Haitianos entre los 5 a 17 años vive lejos de sus padres biológicos.

## Historia

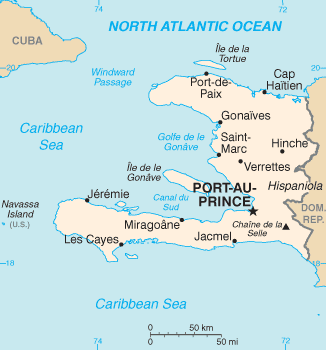
Mapa de Haití

Cuando Cristóbal Colón desembarcó por primera vez en la isla que llamó Santo Domingo en 1492, encarceló a algunos nativos como esclavos. Los colonos europeos posteriores, principalmente españoles y franceses, importaron africanos esclavizados para trabajar en las plantaciones de caña de azúcar que se desarrollaron allí. Los franceses tenían un sistema de plantaciones más desarrollado en su mitad de la isla, conocido como Saint-Domingue. Después de que se llevó a cabo una exitosa revolución de esclavos durante años, Francia retiró sus tropas y Haití proclamó la independencia en 1804.
Al poner fin al conflicto, Francia aplicó varias multas rígidas e impidió que Haití tuviera acceso a recursos internacionales. También impuso una pesada carga de deuda sobre la economía de Haití que impidió que el gobierno pudiera invertir en gasto social durante muchos años. La tradición restavek se remonta a siglos.
Tras el terremoto de enero de 2010, miles de personas en Haití fueron desplazadas de sus hogares y familias. Según evidencias anegdóticas, muchas de estas personas eran niños que no tenían a dónde acudir más que convertirse en parte de la población restavèk haitiana. Junto con el desplazamiento debido a desastres naturales, los reclutadores solicitan a los niños como restavèks que buscan encontrar sirvientes domésticos para las familias. Muchos niños de la calle son ex-sirvientes domésticos que fueron despedidos o huyeron de las familias para las que trabajaban. Estos niños no han escapado completamente de la vida restavèk; en cambio, se vuelven parte de un nivel diferente que resulta en su explotación en círculos de miseria y prostitución.

## Condiciones
Muchos padres envían a sus hijos a ser Restaveks, esperando que tengan una vida mejor que la posible en las zonas rurales pobres. Los padres rurales pobres que no pueden proporcionar a sus hijos agua potable, alimentos y educación los envían, generalmente a las ciudades, para encontrar estas oportunidades como restaveks. 
Los restaveks no son remunerados y no tienen poder ni recursos dentro de la familia de acogida. A diferencia de los esclavos en el sentido tradicional, los restaveks no se compran, ni se venden, ni se poseen. Podrían huir o regresar con sus familias y, por lo general, son liberados de la servidumbre cuando se vuelven adultos; sin embargo, comúnmente se entiende que la costumbre restavek es una forma de esclavitud. A menudo, las familias de acogida despiden a sus restaveks antes de que cumplan los 15 años, ya que por ley esa es la edad en la que se supone que se les paga; muchos luego se convierten en personas que viven en la calle. Cada vez más, los intermediarios pagados actúan como reclutadores para colocar a los niños con familias de acogida, y cada vez es más común colocar a los niños con extraños. Los niños a menudo no tienen forma de volver a ponerse en contacto con sus familias. 
Un estudio de 2009 de la Fundación Panamericana para el Desarrollo encontró que "los principales indicadores del tratamiento restavèk incluyen expectativas laborales equivalentes a los sirvientes adultos y largas horas que superan la norma cultural para el trabajo de los niños en el hogar". Una encuesta contradictoria de 2002 encontró que a los restaveks se les permitía dormir tanto o más que los niños de la casa, recibían menos palizas, el 60 por ciento o más asistían a la escuela y muchos tenían su propia cama o colchoneta. 

Algunos restaveks reciben una nutrición y educación adecuadas, pero son una minoría. Según la Fundación Panamericana para el Desarrollo,
La educación también es un indicador importante para detectar la domesticidad infantil. Los niños en la vida doméstica pueden o no asistir a la escuela, pero cuando asisten, generalmente es una escuela inferior en comparación con otros niños. ... y sus tasas de no matriculación son más altas que las de los niños no restavèk en el hogar.

## Estadísticas
Las estimaciones del número de restaveks en Haití oscilan entre 100.000 y 500.000. Una encuesta puerta a puerta de 2002 encontró que el número de restaveks menores de 17 años en Haití era de 173.000, y el 59 por ciento de ellos eran niñas. 
Aquí puede encontrar una lista completa de visualizaciones de datos sobre el fenómeno Restavek. 
A medida que aumentan la pobreza y la agitación política, el número informado de restaveks sigue aumentando drásticamente. En 2009, la Fundación Panamericana para el Desarrollo publicó los resultados de una extensa encuesta puerta a puerta realizada en varias ciudades de Haití, centrada en los restaveks. Los hallazgos documentaron miles de restaveks que viven en Haití. El informe también encontró que el 11% de los hogares que tienen restaveks trabajando para ellos envían a sus propios hijos a trabajar como restaveks para otra persona.
Se cree que el daño generalizado y el desplazamiento causado por el terremoto de 2010 ha provocado que muchos más niños se conviertan en restaveks. Los niños que quedaron huérfanos por el terremoto podrían ser entregados a trabajar como restaveks por parientes lejanos que no pueden cuidarlos.

## Factores contribuyentes
Dos factores principales que perpetúan el sistema restavek son la pobreza generalizada y la tolerancia social de la práctica. Los padres que no pueden mantener a sus hijos continúan enviándolos a ser restaveks. Haití, una nación de 10 millones de habitantes, es la más afectada por la pobreza en el hemisferio occidental. Guerda Lexima-Constant, defensora de los derechos del niño de la Fundación Haitiana Limyè Lavi, dice:
Aún no he conocido a nadie que quisiera enviar a su hijo a ser restavek. Los padres se ven obligados a hacerlo debido a muchos hechos nacionales e internacionales. Los medios [económicos] que solían tener, ya no los tienen. La invasión de arroz, huevos y otras cosas extranjeras en el mercado por parte de las grandes empresas, destruyendo la economía campesina... ha habido toda una cadena de eventos que hace que algunas personas tengan que despedir a sus hijos.
La práctica del Restavek es ampliamente aceptada en la cultura haitiana, aunque las clases altas han comenzado a despreciarla cada vez más. La connotación de la palabra restavek se entiende como negativa, implicando servilismo.
Los factores individuales que aumentan la probabilidad de que un niño se convierta en Restavek incluyen la falta de acceso a agua potable, la falta de oportunidades educativas, el acceso a la familia en una ciudad y la enfermedad o la pérdida de uno o ambos padres. Haití tiene muy pocos orfanatos para su abundancia de huérfanos, lo que pone a los niños en alto riesgo de convertirse en Restaveks. 

## Esfuerzos preventivos y reparadores
Existen esfuerzos para abordar la causa raíz de la servidumbre infantil. Mejorar la economía, especialmente a través del apoyo del gobierno a la población rural, socavaría el incentivo de los padres para entregar a sus hijos, al igual que un mejor sistema de educación y atención médica. Los reclutadores no presionarían tan fácilmente a los padres para que entreguen a sus hijos para que se conviertan en restaveks si se les proporcionara ayuda como comida, ropa y agua potable. 
En mayo de 2009, más de 500 líderes haitianos se reunieron en Puerto Príncipe, Haití para discutir la condición de restavek y cómo hacer cambios positivos para mejorar este complejo problema. Líderes de todas las facetas de la sociedad asistieron a la sesión de un día completo y los organizadores de la conferencia de la Fundación Jean Cadet Restavec y la Fundación Maurice Sixto esperan que este diálogo sea el comienzo de un gran movimiento de base. Esperan, como mínimo, detener el abuso de los niños restavek. La Restavec Freedom Foundation organizó 13 conferencias adicionales tituladas "Compassion and Courage" en Haití. Estas conferencias se llevaron a cabo desde la primavera de 2012 hasta la primavera de 2013, y se les pidió a los líderes comunitarios y pastores que tomaran una posición sobre el tema de restavek. Más de 3.000 líderes participaron en estas conferencias y acordaron tomar la iniciativa en sus respectivas comunidades para poner fin a la práctica restavek.
Otras organizaciones en Haití, como Restavek Freedom Alliance, BEM Inc. también están trabajando activamente en el suroeste de Haití con niños restavek. Organizaciones como el Centro de Acción y Desarrollo (CAD) y L'Escale en Puerto Príncipe existen para albergar, alimentar y brindar atención médica y psicológica a los restaveks fugitivos mientras trabajan para devolverlos a sus familias. 